# Théophobos
Théophobos ou Théophobus (en grec : Θεόφοβος) dont le nom original est Nasir le Kurde, Nasr ou Nusayr est un général kurde entré au service de l'Empire byzantin lors du règne de l'empereur Théophile.

## Biographie
À l'origine, Théophobos est un membre de la secte khurramite à l'ouest de l'Iran, persécutée par les califes abbassides. En 833, ils sont vaincus par le calife Al-Mu'tasim. Ainsi, en 834, Nasr et 14 000 autres Khurramites traversent l'Arménie et fuient vers l'Empire byzantin. Là, ils se convertissent au christianisme, obtiennent des veuves militaires comme femmes et s'engagent dans l'armée byzantine au sein de la turme « persane ». Nasr qui est alors baptisé Théophobos (« craintif/respectueux de Dieu ») est placé à la tête de cette turme, est nommé patrice et obtient la main d'une sœur de Théophile ou d'une de ses belles-sœurs. 
Théophobos et le nouveau corps khurramite participe à la campagne victorieuse de Théophile de 837, dans la région du haut Euphrate où ils pillent la ville de Zapetra,,. La même année, 16 000 autres Khurramites rejoignent l'Empire byzantin après la suppression définitive de leur religion en Azerbaïdjan.
Théophobos participe aussi à la campagne de 838 contre l'invasion d'Al-Mu'tasim. Il est présent lors de la catastrophique défaite byzantine lors de la bataille d'Anzen où il aurait sauvé la vie de l'empereur à plusieurs occasions. Après la bataille, les troupes « perses » se rassemblent à Sinope et déclarent Théophobos empereur, probablement contre sa volonté. La raison exacte de cette défection n'est pas connue avec précision. Toutefois, après la défaite d'Anzen, la rumeur se répand à Constantinople que Théophile a été tué et il apparaît que Théophobos, qui est peut-être un iconodoule (par opposition au fervent iconoclaste qu'est Théophile) est mis en avant l'élite byzantine pour devenir le nouvel empereur,. 
Quoi qu'il en soit, Théophobos engage rapidement des négociations secrètes avec l'empereur, qui dirige une armée contre les rebelles en 839. Théophobos accepte de se rendre et est rétabli dans ses dignités tandis que ses hommes, au nombre de 30 000, sont divisés en régiments de 2 000 hommes et répartis dans les différents thèmes. Cependant, alors que la santé de Théophile décline et dans le but de garantir la sécurité de son fils et héritier Michel III face à toute tentative d'usurpation, Théophile fait secrètement exécuter Théophobos par décapitation par son beau-frère Petronas en 840 ou 842.